# Warning (album)
Warning – piąty album studyjny polskiej grupy muzycznej Antigama. Wydawnictwo ukazało się 9 marca 2009 roku nakładem wytwórni muzycznej Relapse Records Nagrania zostały zarejestrowane we wrześniu 2008 roku w Progresja Sound Studio w Warszawie. Wszystkie utwory zostały zmiksowane i zmastwerowane w listopadzie 2008 roku w Elephant Studio w Olsztynie. W ramach promocji do utworu "Disconnected" został zrealizowany teledysk w reżyserii Bartka Rogalewicza

## Lista utworów
Opracowano na podstawie materiału źródłowego.
1. "Disconnected" (Bentkowski, Rokicki, Zwoliński) – 01:15
2. "Jealousy" (Bentkowski, Rokicki, Zwoliński) – 01:33
3. "City" (Bentkowski, Rokicki, Zwoliński) – 02:32
4. "Another" (Bentkowski, Rokicki, Zwoliński) – 01:27
5. "Not True" (Bentkowski, Rokicki, Zwoliński) – 01:12
6. "War" (Bentkowski, Rokicki, Zwoliński) – 02:13
7. "Heartbeat" (Bentkowski, Rokicki, Zwoliński) – 02:12
8. "Preachers Pray" (Bentkowski, Rokicki, Zwoliński) – 02:17
9. "Sequenzia Dellamorte" (Bentkowski, Rokicki) – 01:32
10. "You Have The Right To Remain Violent" (Bentkowski, Rokicki, Zwoliński) – 01:38
11. "Lost Skull" (Bentkowski, Rokicki, Zwoliński) – 02:53
12. "Nightmare" (Bentkowski, Rokicki, Zwoliński) – 02:50
13. "Paganini Meets Barbapapex" (Bentkowski, Rokicki) – 01:54
14. "Empty Room" (Bentkowski, Rokicki, Zwoliński) – 02:15
15. "Orange Pills" (Bentkowski, Rokicki, Zwoliński) – 01:04
16. "Black Planet" (Bentkowski, Rokicki) – 07:02

## Twórcy
Opracowano na podstawie materiału źródłowego.
| - Patryk Zwoliński – wokal prowadzący - Sebastian Rokicki – gitara rytmiczna, gitara prowadząca - Szymon Czech – gitara basowa, gitara prowadząca (utwór 11), inżynieria dźwięku, miksowanie, mastering | - Krzysztof "Siwy" Bentkowski – perkusja - Łukasz Myszkowski – elektronika - Orion Landau – okładka, oprawa graficzna, dizajn |